# 抗日战争第四战区
抗日战争第四戰區是指1937年盧溝橋事變爆發後，為了因應戰爭形勢，中華民國國民政府於中國境內劃分；與日軍作戰的戰區之一。最初第四戰區所轄範圍為廣東及福建，後來視戰爭實際情況，第四戰區分別於1938年、1939年做過兩次相當大規模的更動，並於戰爭末期與第三戰區合併。

## 1937年
中國戰區的首次劃分是在日軍迅速佔領北平與天津，且中華民國政府確定與日謀和落空之後。
1937年8月20日，第四戰區劃分是以廣東福建兩省，也經歷了廣州爭奪戰等激烈戰役。該戰區司令長官為何應欽(雖然何是戰區司令長官，但他是甚至連第四戰區都沒去過，所以實際上戰區司令是余漢謀。)，副司令長官余漢謀。轄有第4集團軍（集團軍司令蔣鼎文）及第12集團軍（集團軍司令余漢謀兼）

## 1938年
- 司令長官何應欽（參謀總長兼任）
- 作戰地區為廣西、廣東
  - 第十二集團軍：余漢謀

以上共轄9個步兵師，兩個步兵旅，不含特種部隊及要塞守備部隊。
- 敵後戰場建制西江挺進、瓊崖游擊區、廣東南路第七游擊區、粵桂邊區游擊[1]:409-410。

## 1939年
- 司令長官張發奎（1938年12月中旬，国民政府军委会明令发表张发奎任第四战区副司令长官、代理司令长官。1939年1月1日，张发奎在韶关通电就职。1939年10月正式任司令长官）
- 参谋长蒋光鼐/1939年10月陈宝仓
  - 副参谋长陈宝仓(原参谋长)
- 长官部秘书长兼政治部主任丘誉
- 总参议翁照垣
- 作戰地區為兩廣方面
  - 第9集團軍：吳奇偉
    - 第四军

  - 第12集團軍：总司令余漢謀，参谋长王俊
  - 第16集團軍：夏威
  - 第35集團軍：总司令李漢魂（广东省政府主席兼保安司令，获得29军团番号。1939年10月获得第35集团军番号），副总司令邓龙光（主持常务）
    - 第六十四军：从第12集团军划入

以上共轄24個步兵師，2個步兵旅，不含特種部隊。
1939年11月日军在北部湾登陆，发动桂南战役（含昆仑关战役）。由桂林行营迁江指挥所直接指挥；此次作战所有部队，包括新调入广西的中央军、第四战区所属部队由军委会军事训练部长、参谋次长、桂林行营主任白崇禧全权指挥。1939年12月，日军由广州一带分兵三路向第四战区长官部驻地韶关进攻，第四战区副司令长官兼12集团军总司令余汉谋指挥第一次粤北会战。

## 1940年
1940年一月初，军委会电令广东西江、东江、北江地区由第四战区副司令长官余汉谋指挥作战，第四战区长官部仅负责广西南部作战。1940年2月11日，第四战区长官部迁至广西柳州。1940年8月上旬，广东（不包括粤西南，35集团军之64军驻防区）从四战区划出组建第七战区，余汉谋任第七战区长官。
- 第四战区司令长官張發奎
- 参谋长：陈宝仓/吳石（1940年5月27日从桂林行营参谋处长调任）
- 副参谋长：陈宝仓（1940年5月27日-）
- 政治部主任：梁华盛（1940年10月桂林行营政治部主任调任）
- 第16集团军
  - 第三十一军
- 靖西指挥所

## 1942年
- 政治部主任：侯志明少将（晋升中将）
- 政治部副主任：侯志明少将

## 1944年
- 第27集团军（川军）：总司令由第九战区副司令长官杨森兼。从长衡会战撤退至广西桂东平乐，不到30000人
  - 第二十军杨汉域
  - 第二十六军丁治磐，驻守柳州
  - 第三十七军罗奇，配属给了邓龙光
  - 第七十九军王甲本
- 第16集团军（桂军）：总司令夏威。副总司令韦云淞兼桂林城防司令。驻永福
  - 第三十一军：军长贺维珍，参谋长吕旃蒙。
    - 第131师师长阚维雍
    - 第135师师长严僧武

  - 第四十六军：守宜山县。军长黎行恕
    - 第188师师长海竞强（白崇禧外甥）

  - 第九十三军
- 第35集团军（粤军）：总司令邓龙光
  - 第六十二军：军长黄涛，参谋长许让玄。1944年7月，第62军奉蒋命令由粤北入湘参加衡阳外围作战。第62军在衡阳城外与由长沙来的日军作战，结果不利，第62军阵亡副师长余某，士兵伤亡和散失总共约七千人。第62军被迫由湘桂铁路退入广西，先在桂林整理，整理结果只剩余七千多人。奉命死守柳州城防。在来宾阻击从南宁北上的3000余日军骑兵。第62军全部离开柳州城后，在柳州西边的大塘地区与第64军会合。推举第35集团军总司令邓龙光负责担任广东部队的指挥，决定向忻城撤退。第62军向忻城撤退途中，在忻城以东地区，遭受日军埋伏部队的袭击，整个步兵团被消灭，团长钟某阵亡。第62军进广西以来首次遭受重大损失。第62、第64军到忻城后，以忻城接近宜山（宜山是通往贵阳的大道，但已沦陷日军），因此感觉到忻城不安全，决定向都安县撤退。都安地方狭小，粮食补给困难，决定再向南宁地区移动就食。另外设法与第四战区司令部恢复联络关系。在往南宁途中得消息说：南宁早几天就被日军第二十三军占领了。至此，邓龙光又改变计划向桂西边境百色地区撤退。1944年12月1日，第62、第64军到达了广西田东县以东地区，对南宁日军警戒。第62军开至广西靖西县担任右侧翼掩护任务，而第64军仍旧在果德县地区防备南宁方面日军。
    - 第151师
    - 第157师师长

  - 第六十四军：奉命死守贵县、桂平地区。在桂平、蒙墟地区抗击北上的日军独立混成第23旅团

1944年12月，第四战区与汤恩伯黔桂湘边区总司令部划分了作战区域，第四战区辖区又缩小了一大片。

## 撤銷
依军委会命令，第四战区在广西百色开会决定对柳桂会战失败追责：
- 广西绥署第二纵队司令唐念、135师师长严僧武撤职，押送重庆查办；
- 撤销31军军长贺维珍、桂林城防司令韦云淞的职务，自行到重庆述职，听候处分；
- 第十六集团军和第三十五集团军
- 撤销第三十一军、第三十七军番号；
- 保留第46军、62军、64军。

1945年3月3日，第四战区撤销。張發奎改任第二方面軍司令官。